# John Howard Mueller
John Howard Mueller (* 13. Juni 1891 in Sheffield (Massachusetts); † 16. Februar 1954) war ein US-amerikanischer Biochemiker, Pathologe und Bakteriologe und Entdecker der Aminosäure Methionin (1922).

## Biografie
Mueller war der Sohn eines unitarischen Geistlichen und wuchs in Illinois auf. Er studierte Biologie an der Illinois Weslyan University mit Bachelor-Abschluss 1912. Er war dann zwei Jahre Instructor für Chemie an der University of Louisville, bevor er 1914 seinen Master-Abschluss erhielt. Er begann sich für Pathologie und Bakteriologie zu interessieren und besuchte 1914 einen Sommerkurs an der Medizinischen Fakultät der Columbia University. Dort blieb er zu weiteren Studien, nachdem er ein Stipendium erhalten hatte und wurde 1916 promoviert (Ph.D. in Pathologie). Danach war er Assistenz-Pathologe am Presbyterian Hospital. 1917 war er mit einer medizinischen Einheit als Freiwilliger an der Front in Frankreich und war daran beteiligt, die Übertragung von Schützgrabenfieber durch Läuse nachzuweisen. 1919 wurde er als Leutnant entlassen und wurde Instructor für Bakteriologie unter Hans Zinsser an der Columbia University. Dort untersuchte er die Bedingungen für Bakterienkulturen pathogener Erreger. Dabei hatte er schon, wie er in einer Veröffentlichung 1922 schrieb, die Anwendung und Übertragbarkeit der Resultate auf Tiere und Pflanzen im Auge. Das widersprach der damals verbreiteten Meinung, Bakterien hätten nichts mit höheren Lebewesen zu tun. 1922 gelang ihm der Nachweis von Methionin, die bestimmte Streptokokken für ihr Wachstum benötigten. 1923 folgte er Zinsser, als dieser Professor für Bakteriologie und Immunologie an der Harvard University (Medical School) wurde. Mueller wurde Assistenzprofessor. Dort musste er seine Arbeit über den Bakterienstoffwechsel jedoch unterbrechen (unter anderem mit Arbeiten über den Rous-Sarkom-Virus), sodass seine nächste Arbeit zu diesem Thema erst 1933 erschien. In dieser Zeit konzentrierte er sich auf den Diphtherieerreger als Versuchsmodell. Er konnte die Aminosäuren bestimmen, die dieser für sein Wachstum benötigte und fand, dass diese bei verschiedenen Stämmen desselben Erregers unterschiedlich ist. Außerdem identifizierte er weitere für das Wachstum nötige Substanzen. Mueller trug mit diesen Untersuchungen dazu bei, die Universalität biochemischer Prozesse bei Bakterien und höheren Lebewesen zu etablieren. Seine Arbeit mit dem Diphtherieerreger hatte auch praktische Bedeutung für die Entwicklung von Impfstoffen gegen Diphtherie (indem die Bakterienkulturen optimiert wurden). Ab Anfang der 1940er-Jahre wandte er sich dem Tetanuserreger zu.
Nach dem Tod von Zinsser 1940 wurde er Leiter der Abteilung Bakteriologie in Harvard. Dabei betrieb er weiter Forschung (er stand früh auf und experimentierte bis in den Vormittag, übergab an seine Assistentin Pauline Miller und widmete sich dann administrativer Arbeit). Neben Grundlagenforschung hatte er auch immer die medizinische Anwendung zur Bekämpfung von Infektionserregern zum Ziel.
Er erkannte früh (im selben Jahr 1944) die Bedeutung der Arbeiten von Oswald Avery, Colin MacLeod und Maclyn McCarty zur DNA.
Mueller war seit 1928 Mitglied der American Academy of Arts and Sciences und seit 1945 Mitglied der National Academy of Sciences.

## Schriften (Auswahl)
- Studies on cultural requirements of bacteria, Teil 1, J. Bacteriology, Band 7, 1922, S. 309–324, Teil 2, S. 325–338
- Nutrition of the single cell: Its application to medical bacteriology, Harvey Lecture Series, Band 39, 1943/44, S. 143–161
- The chemistry and metabolism of bacteria, Annual Review Biochemistry, Band 14, 1945, S. 733–748